# 祖沙河
祖沙河是俄羅斯的河流，位於奧廖爾州內，屬於奧卡河的右支流，河道全長234公里，流域面積6,950平方公里，在每年12月上旬開始結冰，直至翌年3月下旬，最大支流有涅魯奇河，河畔城鎮有姆岑斯克和諾沃西利。
53°1′50″N 36°53′30″E / 53.03056°N 36.89167°E